# Sytno
Sytno település Csehországban, Tachovi járásban. Sytno Vranov, Stříbro és Sulislav településekkel határos. Lakosainak száma 285 fő (2024. január 1.).

## Népesség
A település lakosságának változását az alábbi diagram mutatja:
| Lakosok száma | 207  | 231  | 200  | 134  | 254  | 326  | 334  | 324  | 254  | 285  |
|               | 1869 | 1900 | 1921 | 1961 | 1980 | 2011 | 2016 | 2019 | 2021 | 2024 |